# Virginia Christine
Virginia Christine, właśc. Virginia Christine Kraft (ur. 5 marca 1920 w Stanton w stanie Iowa, USA, zm. 24 lipca 1996 w Los Angeles w stanie Kalifornia, USA) – amerykańska aktorka filmowa i telewizyjna oraz artystka głosowa.

## Życiorys
Absolwentka prestiżowego University of California, Los Angeles. Najbardziej znana z roli Hilary St. Johns w filmie Zgadnij, kto przyjdzie na obiad (Guess Who's Coming to Dinner) z 1967 roku. Zmarła w 1996 roku z powodu przewlekłej choroby układu krążenia.

## Wybrana filmografia
- 1943: Konwój
- 1946: House of Horrors
- 1946: Zabójcy
- 1966: Billy the Kid kontra Drakula